# Camelle
Camelle (llamada oficialmente O Espírito Santo de Camelle) es una parroquia y una localidad española del municipio de Camariñas, en la provincia de La Coruña, Galicia. 

## Otras denominaciones
La parroquia también es conocida por el nombre de Espírito Santo de Camelle o por San Pedro de Camelle.

## Entidades de población
Entidades de población que forman parte de la parroquia:
- Arou
- Camelle
- Lazo
- muxia
- vimianzo

## Demografía

### Parroquia
| Gráfica de evolución demográfica de Camelle (parroquia) entre 2000 y 2018 |
|                                                                           |
| Datos según el nomenclátor publicado por el INE.                          |

### Localidad
| Gráfica de evolución demográfica de Camelle (localidad) entre 2000 y 2018 |
|                                                                           |
| Datos según el nomenclátor publicado por el INE.                          |